# Cueva de Utroba
La Cueva de Utroba o Peshtera Utroba (Пещера Утроба, [pɛʃtɛˈra oˈtrɔbɐ], 'Cueva del útero') es una cueva en forma de vulva humana, situada en Provincia de Kardzhali, Bulgaria.
Tiene 3 metros de altura y 2,5 de anchura. Data del siglo IX a. C. y el historiador Nikolay Ovcharov dice que es un santuario a la fertilidad, de origen tracio.
La cueva está húmeda, pues de ella fluye agua hasta las colinas. Desde una fisura del techo penetra la luz todos los días al mediodía, y una vez al año llega hasta el fondo, donde existe un altar.
Hay parejas sin hijos que van a la cueva con la esperanza de que les bendiga para que tengan hijos.